# Montagny (Loire)
Pour les articles homonymes, voir Montagny.
Montagny est une commune française située dans le département de la Loire en région Auvergne-Rhône-Alpes.

## Géographie
La commune de Montagny est drainée par un petit réseau hydrographique dont la rivière le Rhodon, affluent de rive droite de la Loire, forme l'axe ; le Rhodon naît d'ailleurs sur le territoire municipal et son cours suit une direction  est-ouest, conséquente donc (conforme à la pente générale du relief de la région) ; le Rhodon est alimenté sur sa rive droite par le ruisseau le Chapesson (4,5 km de longueur) dont le cours est intégralement compris dans la commune de Montagny et dont l'embouchure dans le Rhodon se situe au lieu-dit le Four à Chaux à la limite de la commune de Perreux.
Plus abondante que le Rhodon la rivière le Trambouzan forme au nord, sur une petite partie de son cours, la limite des communes de Montagny et de Coutouvre ; sa direction générale est-ouest est également conséquente.
Enfin, au sud-est de la commune le ruisselet l'Alvoisy (2,5 km de longueur), affluent de la Trambouze et sous-affluent du Rhins, de direction nord-sud, subséquente donc, forme la limite des communes de Montagny et de Combre.

### Climat
Pour des articles plus généraux, voir Climat d'Auvergne-Rhône-Alpes et Climat de la Loire.
En 2010, le climat de la commune est de type climat des marges montargnardes, selon une étude du Centre national de la recherche scientifique s'appuyant sur une série de données couvrant la période 1971-2000. En 2020, Météo-France publie une typologie des climats de la France métropolitaine dans laquelle la commune est exposée à un climat de montagne ou de marges de montagne et est dans la région climatique Nord-est du Massif Central, caractérisée par une pluviométrie annuelle de 800 à 1 200 mm, bien répartie dans l’année.
Pour la période 1971-2000, la température annuelle moyenne est de 10,2 °C, avec une amplitude thermique annuelle de 16,4 °C. Le cumul annuel moyen de précipitations est de 879 mm, avec 11 jours de précipitations en janvier et 7,6 jours en juillet. Pour la période 1991-2020, la température moyenne annuelle observée sur la station météorologique de Météo-France la plus proche, « Nandax », sur la commune de Nandax à 9 km à vol d'oiseau, est de 11,7 °C et le cumul annuel moyen de précipitations est de 916,6 mm,. Pour l'avenir, les paramètres climatiques de la commune estimés pour 2050 selon différents scénarios d'émission de gaz à effet de serre sont consultables sur un site dédié publié par Météo-France en novembre 2022.

## Urbanisme

### Typologie
Au 1er janvier 2024, Montagny est catégorisée commune rurale à habitat dispersé, selon la nouvelle grille communale de densité à sept niveaux définie par l'Insee en 2022.
Elle est située hors unité urbaine. Par ailleurs la commune fait partie de l'aire d'attraction de Roanne, dont elle est une commune de la couronne,. Cette aire, qui regroupe 88 communes, est catégorisée dans les aires de 50 000 à moins de 200 000 habitants,.

### Occupation des sols
L'occupation des sols de la commune, telle qu'elle ressort de la base de données européenne d’occupation biophysique des sols Corine Land Cover (CLC), est marquée par l'importance des territoires agricoles (87,2 % en 2018), en diminution par rapport à 1990 (88,8 %). La répartition détaillée en 2018 est la suivante : 
prairies (68,9 %), zones agricoles hétérogènes (18,3 %), forêts (9,7 %), zones urbanisées (3,1 %). L'évolution de l’occupation des sols de la commune et de ses infrastructures peut être observée sur les différentes représentations cartographiques du territoire : la carte de Cassini (XVIIIe siècle), la carte d'état-major (1820-1866) et les cartes ou photos aériennes de l'IGN pour la période actuelle (1950 à aujourd'hui).

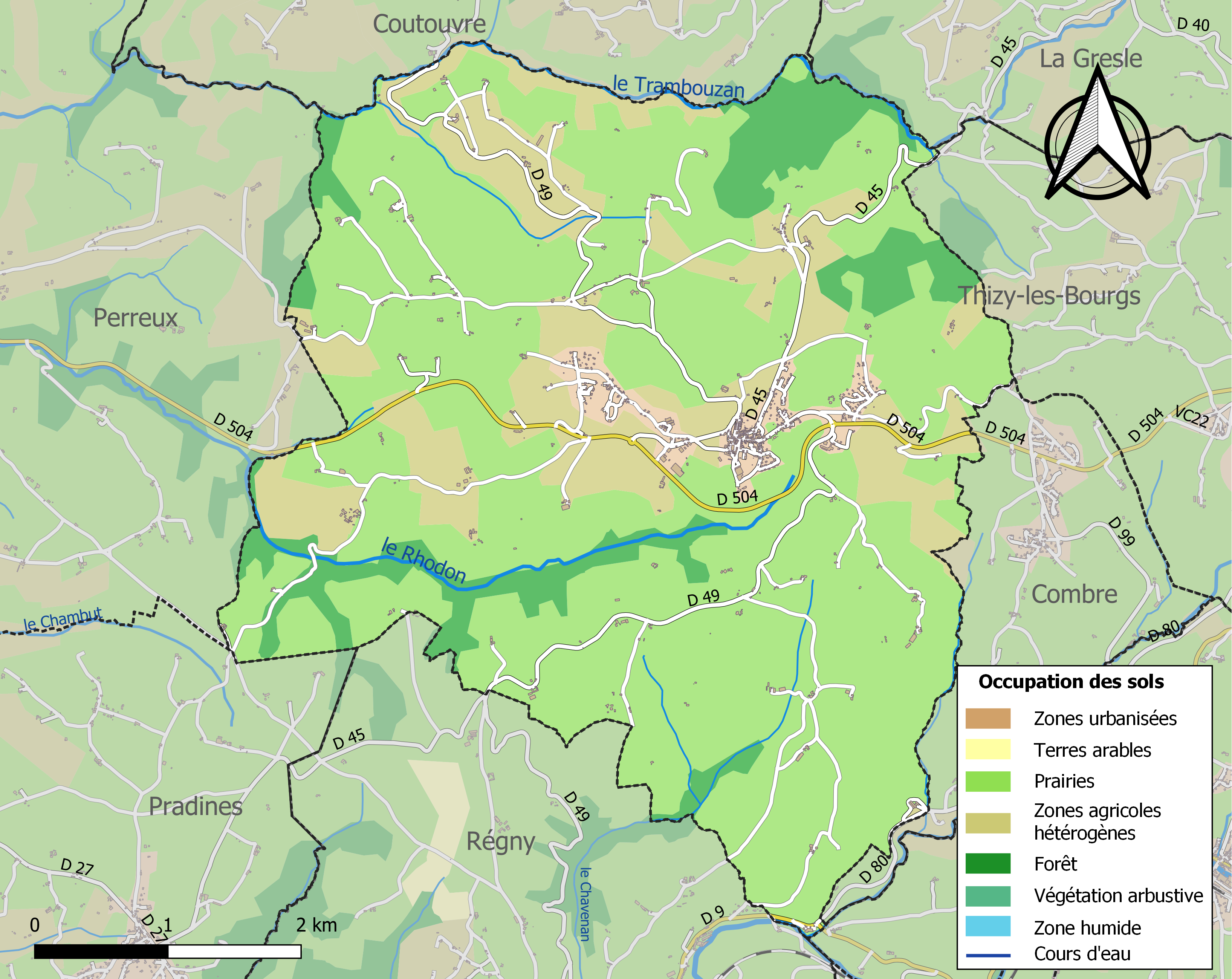
Carte des infrastructures et de l'occupation des sols de la commune en 2018 (CLC).

## Histoire
Depuis le 1er janvier 2013, la communauté de communes du Pays de Perreux dont faisait partie la commune s'est intégrée à la communauté d'agglomération Roannais Agglomération.

## Politique et administration
| Période                                  | Période  | Identité                | Étiquette    | Qualité                                                                      |
| ---------------------------------------- | -------- | ----------------------- | ------------ | ---------------------------------------------------------------------------- |
| Les données manquantes sont à compléter. |          |                         |              |                                                                              |
| 1790                                     | 1795     | M. Marcelin Moulin      |              |                                                                              |
| 1875                                     | 1880     | M. St. Déchelette       |              |                                                                              |
| 1880                                     | 1888     | M. Journet              |              |                                                                              |
| 1888                                     | 1902     | M. Jules Dugoujard      |              |                                                                              |
| 1902                                     | 1919     | M. Joannès Déchelette   | Conservateur | Conseiller général du canton de Perreux (1904-1919)                          |
| 1919                                     | 1925     | M. Desseignez           |              |                                                                              |
| 1925                                     | 1945     | M. L. Cholet            |              |                                                                              |
| 1945                                     | 1947     | M. Patay                |              |                                                                              |
| 1947                                     | 1953     | M. Pierre Brachet       |              |                                                                              |
| 1953                                     | 1965     | Mme Gardette            |              |                                                                              |
| 1965                                     | 1983     | M. Paul Rivière         | UDR          | Professeur, Ancien résistant, Compagnon de la Libération, Député de la Loire |
| 1983                                     | 2001     | M. Henri Valfort        |              |                                                                              |
| 2001                                     | 2008     | Mme Jacqueline Berchoux |              |                                                                              |
| 2008                                     | 2014     | M. Marcel Peuillon      |              |                                                                              |
| 2014                                     | 2020     | M. Philippe Jailler     |              |                                                                              |
| 2020                                     | En cours | M. Marcel Peuillon      |              |                                                                              |

## Démographie
L'évolution du nombre d'habitants est connue à travers les recensements de la population effectués dans la commune depuis 1793. Pour les communes de moins de 10 000 habitants, une enquête de recensement portant sur toute la population est réalisée tous les cinq ans, les populations de référence des années intermédiaires étant quant à elles estimées par interpolation ou extrapolation. Pour la commune, le premier recensement exhaustif entrant dans le cadre du nouveau dispositif a été réalisé en 2005.

En 2022, la commune comptait 1 100 habitants, en évolution de +3,68 % par rapport à 2016 (Loire : +1,32 %, France hors Mayotte : +2,11 %).
| 1793  | 1800  | 1806  | 1821  | 1831  | 1836  | 1841  | 1846  | 1851  |
| ----- | ----- | ----- | ----- | ----- | ----- | ----- | ----- | ----- |
| 1 650 | 1 008 | 1 287 | 1 307 | 1 724 | 1 758 | 1 809 | 1 822 | 1 940 |

| 1856  | 1861  | 1866  | 1872  | 1876  | 1881  | 1886  | 1891  | 1896  |
| ----- | ----- | ----- | ----- | ----- | ----- | ----- | ----- | ----- |
| 2 080 | 2 160 | 2 123 | 2 141 | 2 080 | 1 950 | 1 931 | 2 053 | 2 001 |

| 1901  | 1906  | 1911  | 1921  | 1926  | 1931  | 1936  | 1946  | 1954  |
| ----- | ----- | ----- | ----- | ----- | ----- | ----- | ----- | ----- |
| 1 827 | 1 695 | 1 904 | 1 438 | 1 369 | 1 349 | 1 286 | 1 210 | 1 253 |

| 1962  | 1968  | 1975  | 1982  | 1990  | 1999  | 2005  | 2006  | 2010  |
| ----- | ----- | ----- | ----- | ----- | ----- | ----- | ----- | ----- |
| 1 123 | 1 092 | 1 058 | 1 078 | 1 124 | 1 111 | 1 115 | 1 105 | 1 163 |

| 2015  | 2020  | 2022  | - | - | - | - | - | - |
| ----- | ----- | ----- | - | - | - | - | - | - |
| 1 071 | 1 100 | 1 100 | - | - | - | - | - | - |

## Culture locale et patrimoine

### Lieux et monuments
- Église Saint-Sulpice de Montagny.
- Roseraie François Dorieux.

### Personnalités liées à la commune
- Marcelin Moulin (1761-1835), premier maire constitutionnel de Montagny ;
- Gabriel Beluze (1769-1818), colonel français de la Révolution et de l'Empire, né à Montagny ;
- Jean-Pierre Béluze (1821-1908), militant communiste cabétiste puis associationniste, né à Montagny ;
- Louis Dechelette (1848-1920), évêque catholique, né à Montagny ;
- Joannès Déchelette (1864-1934), maire de Montagny de 1902 à 1919 et député de la Loire de 1912 à 1914, ne à Montagny ;
- Paul Rivière (1912-1998), Compagnon de la Libération, résistant, maire de Montagny de 1965 à 1983 et député de la Loire de 1962 à 1978 ;
- Joseph Rivière (1914-1984), député du Rhône de 1958 à 1967 puis de 1968 à 1973, né à Montagny ;
- François Dorieux (mort en 2015), rosiériste obtenteur dont les pépinières sont à Montagny.

### Héraldique
| Blason de Montagny | Blason  | D'argent à la montagne d'azur mouvant de la pointe, sommée d'une église de même, ladite montagne chargée d'un écusson d'or au lion de sable, armé et lampassé de gueules et au lambel de cinq pendants de même brochant sur le tout. |
| Blason de Montagny | Détails | Le statut officiel du blason reste à déterminer. |